# 포담초등학교
포담초등학교(佈淡初等學校)는 대한민국 경기도 포천시에 있는 공립 초등학교이다. 금주초등학교, 영중초등학교, 영평초등학교의 학생 수 감소로 인해 3개 초등학교를 통합하여 신설한 초등학교이다.

## 학교 연혁
- 2021년 7월 9일 : 교명 포담초등학교 선정[3]
- 2022년 3월 1일 : 개교